# Charles Fergus Binns
Charles Fergus Binns (Worcester, 4 de octubre de 1857-Alfred, Nueva York, 4 de diciembre de 1934) fue un ceramista nacido en Inglaterra. Binns fue el primer director de la Escuela de Trabajo en Arcilla y Cerámica del Estado de Nueva York, actualmente llamada Escuela Superior de Cerámica de Nueva York en la Universidad Alfred. Se incorporó a su cargo en 1900 y se retiró en 1931. Su trabajo incluyó la autoría de varios libros sobre la historia y la práctica de la cerámica. Entre algunos de sus estudiantes más notables se incluye a Arthur Eugene Baggs, William Victor Bragdon, R. Guy Cowan, Maija Grotell y Elizabeth Overbeck. Esto propició que Binns recibiera el apelativo de "padre de la cerámica de estudio estadounidense".

## Trayectoria

### Técnica cerámica
La técnica cerámica de Binns se centró en la vasija como objeto utilitario. Su trabajo incluye jarrones, urnas y cuencos. Binns realizó cada pieza en tres partes sobre un torno, torneándolas y ensamblándolas después. Uno de los conceptos que enseñó Binns fue 'zona de peligro',en la que los aspectos de la fabricación que no podían controlarse con precisión, como la temperatura de cocción o los cálculos del vidriado, se mitigaban mediante el control de la aplicación del vidriado (por ejemplo, el esmalte debía llegar hasta un punto determinado, pero sin invadir la base de la pieza).
Binns escribió sobre las limitaciones artísticas de la pintura china, que muchos artistas aficionados, principalmente mujeres, practicaban en aquella época. Argumentaba que "nadie con una pizca de talento artístico puede contentarse con copiar el diseño de otro o simplemente dar los últimos retoques a un trabajo empezado en una fábrica", y que este sentimiento ha hecho que la pintura china haya dado paso a la alfarería, en la que, desde "la conciencia del esfuerzo honesto", el artista experimenta la liberación. Su libro The Craft of the Potter (1910) puede haber dado lugar al primer uso de la frase "cerámica de estudio". En él, Binns se refirió al "trabajo de estudio" y al "ceramista artista", y una reseña del mismo en la revista Keramic Studio de Adelaide Alsop Robineau se refirió a la "cerámica de estudio".
En su calidad de crítico e influyente educador en el campo de la cerámica, su elogio de las piezas cerámicas utilitarias con calidad artística le llevó a liderar el Movimiento de Artes y Oficios en la cerámica de estudio estadounidense.

### Influencia
Binns es autor de varios libros sobre cerámica. Entre estos estaba The Story of the Potter publicado por George Newnes en 1901, antes de su puesto como director de la Escuela de Cerámica y Trabajo en Arcilla del Estado de Nueva York. Fue un asiduo colaborador de Keramic Studio.

## Colecciones
Se pueden encontrar ejemplos del trabajo de Binns en museos de todo el mundo, que incluyen:
- Museo de Arte de Cerámica Alfred, Universidad Alfred, Alfred, NY[4]
- Instituto de Arte de Chicago, IL[9]
- Museo de Arte del Condado de Los Ángeles, CA
- Museo Metropolitano de Arte, Nueva York, NY[10]
- Museo de Artesanía Contemporánea, Portland, Oregón
- Museo de Bellas Artes, Boston, MA[11]
- Museo Nacional de Historia Estadounidense, Institución Smithsonian, Washington D. C.[12]